# Корона Бадена

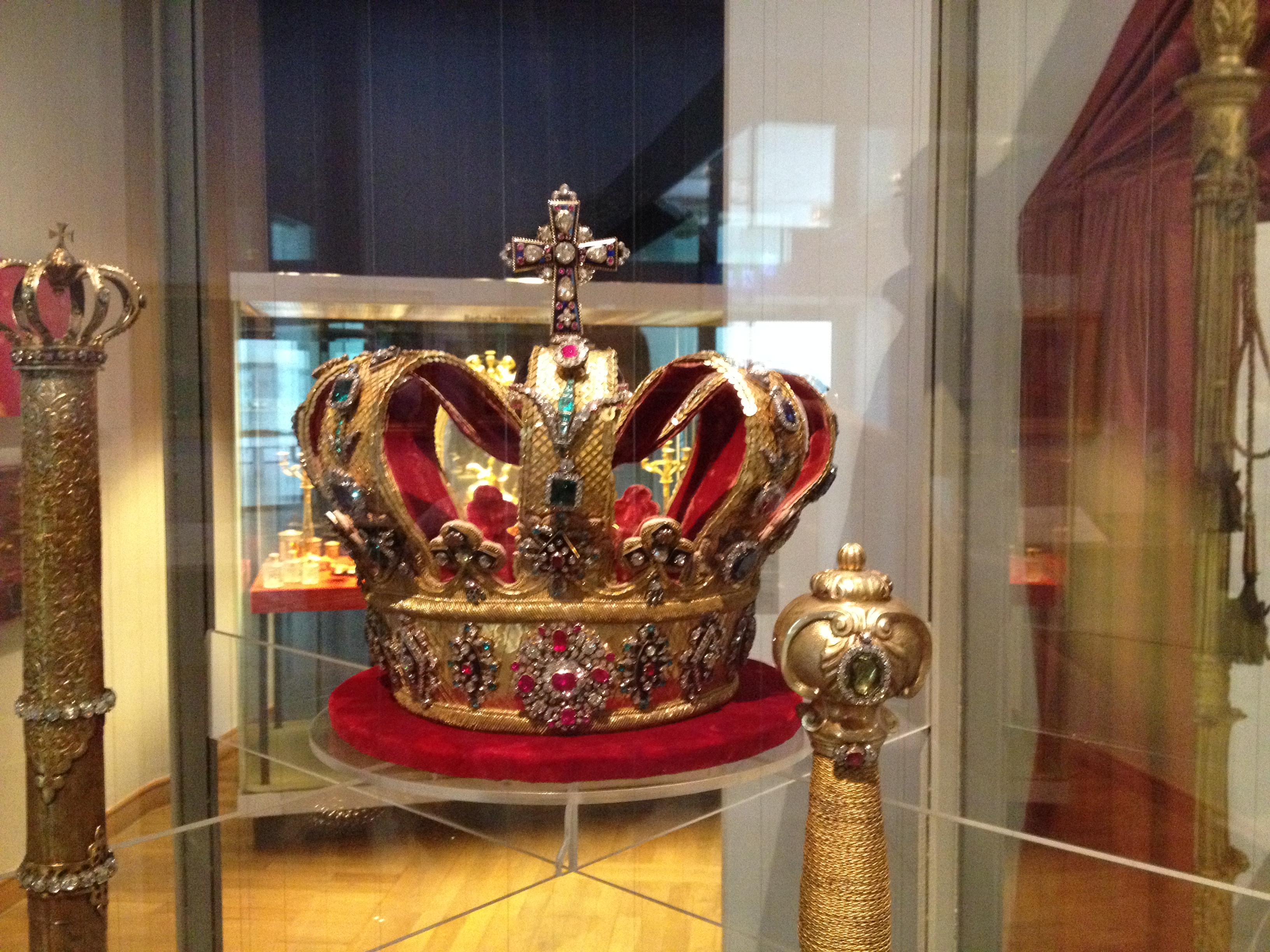
Корона Бадена

Корона Бадена, также известна как корона Великого герцога Бадена (нем. die Badische Krone или нем. Großherzoglich badische Krone) — корона великого герцога Бадена, часть королевских регалий Бадена.
В 1803 году по заключению имперского сейма маркграф Бадена Карл Фридрих стал курфюрстом, а с 1806 года — великим герцогом нового, сильно увеличенного Бадена. В 1808 году Карл Фридрих заказал изготовление короны, которая должна была соответствовать его новому титулу. Модель разработанной для него короны в целом соответствовала типичной европейской королевской короне, но при этом диадема и своды короны предполагалось изготовить из позолоченной ткани, а не драгоценного металла. Высота короны — 26 см, диаметр — 13,8 см. Карл Фридрих умер в 1811 году, до того как изготовление короны было завершено, и корону пришлось срочно доделывать к церемонии похорон великого герцога. Корона была изготовлена с использованием относительно дешёвых материалов, включая сталь и даже папье-маше, но украшена драгоценными камнями. На пересечении четырёх полуарок короны расположен синий эмалированный шар и крест с бриллиантами. Колпачок на внутренней стороне короны сделан из того же алого бархата, который покрывает обратные стороны арок короны.
После смерти Карла Фридриха никто из великих герцогов Бадена не надевал эту корону. В настоящее время корона хранится в музее земли Баден во дворце Карлсруэ.